# Abiy Ahmed
Abiy Ahmed Ali (Tiếng Amhara: አብይ አህመድ አሊ, tiếng Oromo: Abiyyi Ahimad Alii; sinh ngày 15 tháng 8 năm 1976) là một chính trị gia người Ethiopia được bổ nhiệm làm Thủ tướng Ethiopi thứ 12 vào ngày 2 tháng 4 năm 2018. Ông là chủ tịch của cả hai đảng cầm quyền EPRDF (Mặt trận Dân chủ Cách mạng của Dân tộc Ethiopia) và OPDO (Tổ chức Dân chủ Oromo), là một trong bốn đảng liên minh của EPRDF. Abiy cũng là một thành viên được bầu của quốc hội Ethiopia, và là thành viên của ủy ban điều hành OPDO và EPRDF. Một cựu sĩ quan tình báo quân đội, kể từ khi trở thành Thủ tướng, Abiy đã đưa ra một chương trình cải cách chính trị và kinh tế rộng lớn.
Abiy được trao giải Nobel Hòa bình 2019 cho công trình của mình trong việc chấm dứt bế tắc 20 năm giữa Ethiopia và Eritrea.
Các cuộc đụng độ bạo lực đã nổ ra để phản đối trao giải Nobel Hòa bình cho thủ tướng Abiy Ahmed. Những người phản đối ví ông Abiy Ahmed với một Nhà độc tài. Các cuộc biểu tình bạo lực ở Ethiopia nhanh chóng biến thành đụng độ sắc tộc khiến ít nhất 67 người thiệt mạng ở vùng Oromia. Bạo lực bùng phát ở thủ đô Addis Ababa và Oromia vào ngày 23 tháng 10 sau khi nhà hoạt động Jawar Mohammed cáo buộc lực lượng an ninh cố gắng dàn dựng một cuộc tấn công nhắm vào ông ta. Tuy nhiên, cảnh sát đã phủ nhận điều này. Sau hai ngày biểu tình biến thành bạo động, căng thẳng đã hạ nhiệt vào ngày 25 tháng 10.
Vào tháng 10 năm 2021, Abiy Ahmed chính thức tuyên thệ nhậm chức lần thứ hai nhiệm kỳ 5 năm.